# Hulodes
Hulodes là một chi bướm đêm thuộc họ Erebidae.

## Các loài
- Hulodes caranea Cramer, [1780]
- Hulodes donata Schultze, 1907
- Hulodes drylla Guenée, 1852
- Hulodes saturnioides Guenée, 1852